# I Spy (televisieprogramma)
I Spy is een Nederlands televisieprogramma dat wordt uitgezonden door AVROTROS. Het eerste seizoen van zes afleveringen is gestart op 2 december 2019. In het programma volgen 14 onbekende Nederlanders een opleiding tot spion. Deze opleiding wordt gegeven door drie voormalige inlichtingenofficieren: Onno, Hiske en Khalil. De kandidaten van het programma moeten steeds opdrachten uitvoeren. Mensen die onvoldoende geschikt blijken voor het vak van spion vallen af. De laatste aflevering werd uitgezonden op 6 januari 2020 en hierin gingen de drie laatst overgebleven deelnemers op buitenland missie in Marrakesh.
De titel van het programma is ontleend aan de oorspronkelijke Engelstalige titel van de televisieserie Dubbelspion, die in de jaren 1960 werd uitgezonden.

## Deelnemers
| Deelnemer | Eindstatus           |
| --------- | -------------------- |
| Marit     | Afgevallen in afl. 1 |
| Hugo      | Afgevallen in afl. 1 |
| Martje    | Afgevallen in afl. 6 |
| Ben       | Afgevallen in afl. 4 |
| Collin    | Afgevallen in afl. 3 |
| Bob       | Winnaar              |
| Tony      | Afgevallen in afl. 3 |
| Khalid    | Afgevallen in afl. 3 |
| Pravesh   | Afgevallen in afl. 6 |
| Dok       | Afgevallen in afl. 5 |
| Rebecca   | Afgevallen in afl. 4 |
| Susanne   | Afgevallen in afl. 3 |
| Anja      | Afgevallen in afl. 4 |
| Juan      | Afgevallen in afl. 2 |